# Ејет
Ејет (грч. Αἰήτης) је у грчкој митологији био краљ Еје у Колхиди.

## Митологија
Био је син бога Хелија и океаниде Персеиде, Пасифајин и Киркин брат. Иако му је отац доделио власт над Коринтом, он ју је уступио Буну, а сам је отишао у Колхиду, где је живео у раскошној палати. У њој су се налазиле чесме из којих су текли вода, вино, млеко и уље. Са океанидом Идијом је имао кћерке Медеју и Халкиопу и Апсирту. Своју кћерку Халкиопује удао за Фрикса, а заузврат је добио руно златоруног овна. Проречено му је да ће владати све док буде имао то руно, па га је он оставио на сигурно; у Арејевом гају где га је чувао змај. Ипак, Јасон је уз Медејину помоћ успео да га се домогне и пророчанство се испунило. Са престола га је свргао његов брат Перс, а Ејет је дочекао недоличну старост; запуштен и прљав. Међутим, Медеја је успела да врати свог оца на престо, уз помоћ свог сина Меда.